# Hoch Sarolta
Hoch Sarolta (Pest, 1841. október 20. – Budapest, 1876. november 10.) operett- és népszínmű-énekesnő. Horváth Vince felesége.

## Életútja
A pesti zenede elvégzése után, 1864. december 30-án lépett a színpadra. Először Aradon, majd Kassán játszott, Latabár Endre társulatánál. Azután férjével együtt Debrecenbe szerződött, majd pedig a budapesti Népszínházhoz. Itt a megbetegedett Blaháné helyett játszotta a Csikósban Rózsit. Igen hasznavehető színésznő volt, fiatalon hunyt el. Koporsójánál Tihanyi Miklós búcsúztatta. Ő volt a Népszínház első halottja.

## Fontosabb szerepei
- Aurora (Lecocq: Giroflé–Girofla)
- Rózsi (Szigligeti E.: Csikós)